# Séfina II
Ne doit pas être confondu avec Séfina I.
Séfina II est une commune rurale située dans le département de N'Dorola de la province de Kénédougou dans la région des Hauts-Bassins au Burkina Faso. Elle est distincte de la commune de Séfina I.

## Santé et éducation
Le centre de soins le plus proche de Séfina II est le centre de santé et de promotion sociale (CSPS) de Famberla.